# جو ودكوك
جو ودكوك (بالإنجليزية: Jo Woodcock)‏ هي ممثلة بريطانية، ولدت في 9 سبتمبر 1988 في كنت في المملكة المتحدة.

## وصلات خارجية
- جو ودكوك على موقع IMDb (الإنجليزية)
- جو ودكوك على موقع قاعدة بيانات الفيلم (الإنجليزية)